# Чемпіонат СРСР з легкої атлетики в приміщенні 1971 — 60 метрів (чоловіки)

## Результати

### Попередні раунди

#### Забіги
| Атлет           | Регіон | Місто/Область   | Результат |
| --------------- | ------ | --------------- | --------- |
| Борис Ізместьєв | РРФСР  | Московська обл. | 6,5       |
| Владислав Сапея | Москва | Москва          | 6,5       |

#### Півфінали
| Атлет            | Регіон | Місто/Область | Результат |
| ---------------- | ------ | ------------- | --------- |
| Олександр Багаєв | РРФСР  | Новосибірськ  | 6,6       |

### Фінали

#### Фінал А
| Місце | Атлет           | Регіон | Місто/Область   | Результат |
| ----- | --------------- | ------ | --------------- | --------- |
| 1     | Валерій Борзов  | УРСР   | Київ            | 6,5       |
| 2     | Борис Ізместьєв | РРФСР  | Московська обл. | 6,6       |
| 3     | Владислав Сапея | Москва | Москва          | 6,6       |
| 4     | Юрій Кошкарев   | РРФСР  | Кемерово        | 6,7       |

#### Фінал Б
| Місце | Атлет              | Регіон              | Місто/Область | Результат |
| ----- | ------------------ | ------------------- | ------------- | --------- |
| 1     | Олександр Корнелюк | Азербайджанська РСР | Баку          | 6,6       |
| 2     | Олександр Багаєв   | РРФСР               | Новосибірськ  | 6,7       |
| 3     | Олександр Лебедєв  | Москва              | Москва        | 6,7       |
| 4     | Віктор Бойко       | РРФСР               | Калінін       | 6,8       |